# Villum Clausen
Villum Clausen Kelou (født 1630 i Rønne, Bornholm, død 1679 i Rønne) var en bornholmsk frihedskæmper og købmand.
Han var søn af Claus Villumssen (1610-16??) og Karen Andersdatter (1615-16??)
Villum Clausen var en af de bornholmske frihedskæmpere, der i 1658 stod i spidsen for det bornholmske oprør mod det svenske styre efter Roskildefreden. Han skød og dræbte den svenske lens- og slotsfoged over Bornholm, Johan Printzensköld, i Storegade i Rønne, angiveligt med en pistol ladet med en sølvknap. Ud for Bornholms Gymnasium findes Printzensköldstenene, hvor Printzensköld formodes at være omkommet. Tæt ved lå Villum Clausens købmandsgård. Flere – især svenskere – skulle være dræbt med sølvknapper, men disse drab er nok sammenblandet med myter om hekse, der kun kunne dræbes på denne måde. Det er derfor tvivlsomt, hvad den egentlige ammunition i pistolen var. Den pistol, der vistes frem på Bornholms Museum som Clausens, er fra 1700-tallet.
Rønnes råd valgte i 1668 Villum Clausen til kæmner, men han blev afsat fra posten efter tre år, fordi han havde rod i regnskaberne.
I 1677 idømtes han store bøder.
De tre andre fremstående frihedskæmpere var Peder Olsen, Poul Ancher og hans svoger Jens Pedersen Kofoed.
En af Danske Færgers færger er opkaldt efter Villum Clausen. Det er en katamaran fra 2000 bygget af Austal Ships.